# Túbia
Túbia, właśc. João Paulo Arsénio Ribeiro (ur. 15 sierpnia 1966 w Luandzie) – angolski piłkarz występujący na pozycji napastnika. Trener piłkarski.

## Kariera klubowa
Túbia karierę rozpoczynał w 1985 roku w zespole Interclube. W 1986 roku zdobył z nim Puchar Angoli. W 1991 roku przeszedł do portugalskiej Boavisty, grającej w pierwszej lidze. W jej barwach nie rozegrał jednak żadnego spotkania i na początku 1992 roku odszedł do drugoligowego CD Aves. Jego barwy reprezentował do końca sezonu 1996/1997. Następnie grał w także drugoligowych drużynach União Leiria i SC Espinho oraz trzecioligowych – w CD Feirense, Sportingu Covilhã oraz GD Milheiroense. W 2004 roku Túbia zakończył karierę.

## Kariera reprezentacyjna
W reprezentacji Angoli Túbia grał w latach 1988–2000. W 1996 roku został powołany do kadry na Puchar Narodów Afryki, zakończony przez Angolę na fazie grupowej. Zagrał na nim w meczach z Egiptem (1:2), RPA (0:1) oraz Kamerunem (3:3).